# Radomka (Weichsel)
Die Radomka ist ein Fluss in Polen. Er ist ein linker Zufluss der Weichsel mit einer Länge von 98 km (nach anderen Angaben auch 106 km). 
Er durchfließt die Orte Przysucha, Skrzynno, Jedlińsk und Brzóza. Der Fluss ist Zufluss eines Stausees mit einer Fläche von 500 bis maximal 700 ha.